# Чаклун и Румба
«Чаклун и Румба» — фильм 2007 года киностудии «Беларусьфильм» режиссёра Андрея Голубева, его дебютная полнометражная картина, снят по сценарию Евгения Оноприенко (в войну — фронтовика-связиста), найденному режиссёром в старом советском журнале «Киносценарии».

## Сюжет
Фронтовая судьба одного из миллионов простых советских солдат Великой Отечественной войны — сапёра Фёдора Чаклуна и его четвероногого друга.
Сержант сапёр Фёдор Чаклун со своей собакой-сапёром Румбой отлично несут службу. Но на свою беду Фёдор влюбляется в командира регулировщиц младшего лейтенанта красавицу Светлану. Когда Фёдор с Румбой обнаруживают мину, по вине Светланы, занятой флиртом с подполковником, дорога оказывается не перекрыта, и на мине подрывается советский танк. Фёдор берёт вину на себя — и оказывается в штрафной роте. Здесь он проявляет героизм, «искупает вину», и по ранению попадает в госпиталь.
Светлана, пытаясь отблагодарить его за спасение, просит своего ухажёра штабника подполковника похлопотать о переводе Федора с передовой в хозроту. Здесь Фёдор видит, что кому-то война и «мать родна»: как разворовываются продукты, как «меняют тушёнку на ордена», и честный солдат не может быть здесь — требует вернуть его в его часть. Он возвращается в окопы, выхаживает раненную Румбу, и они снова по-рядовому и обычно совершают подвиги.
Фёдор постепенно добивается любви красавицы Светланы, они решают пожениться, но за час до регистрации брака Фёдора с Румбой вызывают на разминирование дамбы… Фёдор погибает, спасая немецкий город от затопления.
Света встречает известие о Победе со своим ухажёром — теперь уже полковником. А у Румбы много дел по разминированию и после войны, теперь вместе с другим Фёдором — молодым бойцом, которого Чаклун обучил своему опасному ремеслу — «очищать землю».

Честный сапёр Чаклун подвергается испытаниям, прямо или косвенно связанным с красавицей Светланой: отправлен в штрафбат по недоразумению, отчаянно и дерзко воюет на передовой, залечивает раны в госпитале, служит в хозвзоде, возвращается в сапёры. Абсолютно положительный персонаж Фёдор постоянно сталкивается с корыстными, трусоватыми людьми, которые, тем не менее, и в звании растут, и ордена получают. Сапёр Чаклун прошёл войну сержантом, с единственной медалью за заслуги и погиб в день своей свадьбы накануне Победы. Справедливость не восторжествовала, как и в грустных сказках Андерсена.

## В ролях
- Андрей Федорцов — Фёдор Чаклун, сержант, сапёр
- Аманада, овчарка — Румба, овчарка, собака-сапёр
- Ольга Рептух — Светлана, младший лейтенант, командир регулировщиц
- Алексей Шедько — полковник Вишняков
- Николай Чиндяйкин — Николай Дмитриевич, хирург
- Игорь Васильев — Фёдор-младший
- Юлия Полубинская — Тоня
- Андрей Голубев — капитан Доний, командир штрафбата
- Виктор Васильев — капитан НКВД
- Александр Тимошкин — генерал
- Александр Кашперов — старшина
- Андрей Олиференко — Корнеев, блатной
- Владимир Мищанчук — начальник продсклада
- Александр Ткачёнок — ветврач
- Борис Гергалов — ефрейтор
- Алла Пролич — фельдшер
- Зоя Белохвостик — медсестра
- Анатолий Терпицкий — ротный
- Константин Михаленко — радист
- Андрей Шилько — радист штаба
- Антон Старовойтов — Булкин, сапёр

## Съёмки
Собак в роли Румбы было две — это настоящие служебные собаки из спецназа СБП — основная Аманада — все крупные планы в фильме с ней, и дублёром Кельт; дублёр был нужен, поскольку Аманду отвлекали от съёмок на проведение спецмероприятий по службе, а также для съёмок «активных» сцен, в которых «ленивая» Аманда, не понимая, чего от неё хотят, сниматься отказывалась.
Для актёра Андрея Федорцова роль представлялась вдвойне интересной, и, как он позже говорил — стала самой любимой — он сам в армии служил минёром, а его дед прошёл Великую Отечественную войну именно сапёром — ордена и медали в фильме у его персонажа Фёдора Чаклуна — настоящие, дедовские.
В основном съёмки велись на площадке под Смолевичами и Гродно, где стоит военно-инженерная часть, которая принимала участие в съёмках сцены переправы через Неман, но финальная часть картины — сцены в Пруссии — снималась под Калининградом на Балтийской косе, в Правдинске, Балтийске и посёлке Железнодорожном.

## Критика
Несмотря на явные недостатки и критику фильм относят к удачам «Беларусьфильма» и к лучшим его военным фильмам периода независимости, наряду с такими, как известный фильм «В августе 44-го…» и самый дорогой белорусский фильм «Днепровский рубеж», фильм регулярно демонстрируется по телевидению в День Победы Неоднократно отмечалось, что эта военная драма — «пример современного прочтения темы „маленького человека на войне“, где основой взаимодействия персонажей становится сфера нормальных человеческих отношений»:

«Чаклун и Румба» — пример коллизии «маленький человек на войне». Образ сержанта Федора Чаклуна (А. Федорцов) приближен к типу Василия Теркина: неказистый с виду храбрый боец и большого сердца человек. Фабула выстроена линейно с простодушной незамысловатостью, что роднит её со сказочным повествованием.
Фильм любим зрителями, характеризующих его как живой и человечный:

В фильме всего понемногу, но даже штампы подаются с лёгкой ностальгией и чуть ироническим прищуром лейтенанта Чаклуна, которого (внезапно) сыграл затерявшийся в эпизодах комедий Андрей Федорцов. Впрочем, главная роль тут, конечно, у боевой собаки-сапёра, переиграть животных невозможно, поэтому актёры скромно находятся в хвостатой тени.